# Gelobde grootrug
De gelobde grootrug (Megalonotus emarginatus) is een wants uit de onderfamilie Rhyparochrominae en uit de familie bodemwantsen (Lygaeidae).
De onderfamilie Rhyparochrominae wordt ook weleens als een zelfstandige familie Rhyparochromidae gezien in een superfamilie Lygaeoidea. Lygaeidae is conform de indeling van bijvoorbeeld het Nederlands Soortenregister.

## Uiterlijk
Deze soort is 5,4 tot 6,9 mm lang. Net als de andere soorten uit het genus Megalonotus is het halsschild (pronotum) donker gekleurd en grof gepuncteerd en dragen de voordijen een grote en meerdere kleinere stekels. De kop, het schildje (scutellum) en de poten van deze wants zijn donker. Hij heeft lange rechtopstaande haren op het halsschild. De antennes zijn donker op op het lichtbruine tweede antennesegment na. De schenen van de donkere poten zijn lichtbruin. De achterrand van het halsschild is gebogen met uitstekende hoekpunten. Deze wants lijkt zeer veel op de gewone grootschild Megalonotus chiragra.

## Verspreiding en habitat
Het is een Mediterrane soort, die in Centraal-Europa voorkomt. Naar het oosten is hij verspreid tot in Klein Azië, Kaukasus. Ze zijn het meest talrijk op droge, open, warme leefgebieden met zand- en kalksteenbodems.

## Leefwijze
De wantsen leven op de bodem in de strooisellaag en zuigen aan de zaden van planten, maar er niets bekend over een binding met bepaalde voedselplanten.